# Dones en la ciència

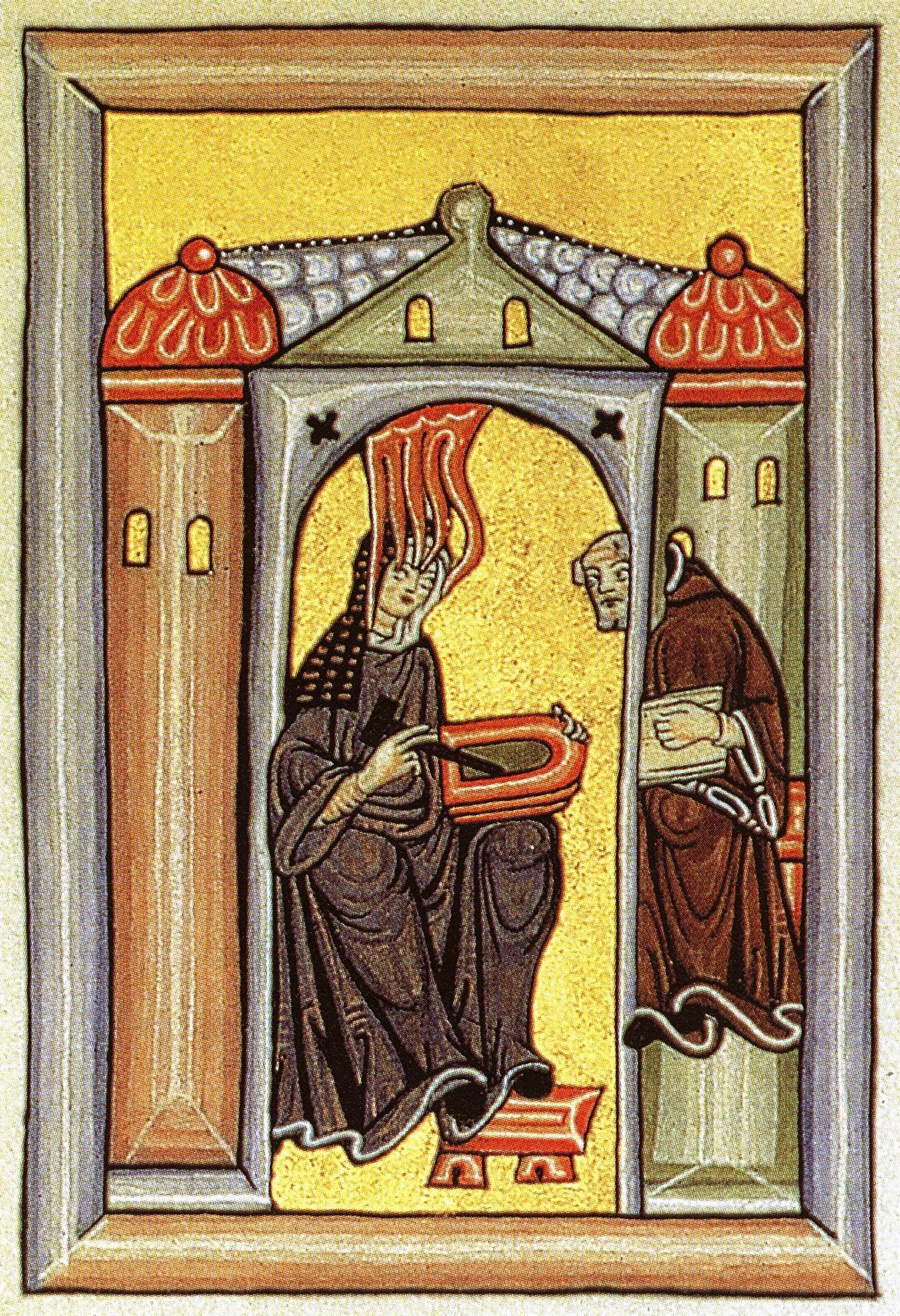
La científica i enginyera Hildegarda de Bingen

Dones en la ciència es refereix als estudis resultats d'intersecar els estudis de la història de la ciència i la història de les dones, i pretenen mostrar-los per ser inserits en una història de la ciència que així podrà resultar menys esbiaixada. Es consideren part dels estudis de gènere o feministes. Dones en la ciència és una part dels estudis de ciència, tecnologia i gènere, que pertanyen als estudis socials sobre ciència i tecnologia que es fan en sociologia.
Altrament, sovint revisa des d'un punt de vista de perspectiva de gènere l'antiga història de la ciència (masculina, tradicional i patriarcal), que tenia únicament una visió androcèntrica, per poder-hi afegir les contribucions fetes per dones, abans menyspreades i invisibilitzades.

## Antiguitat

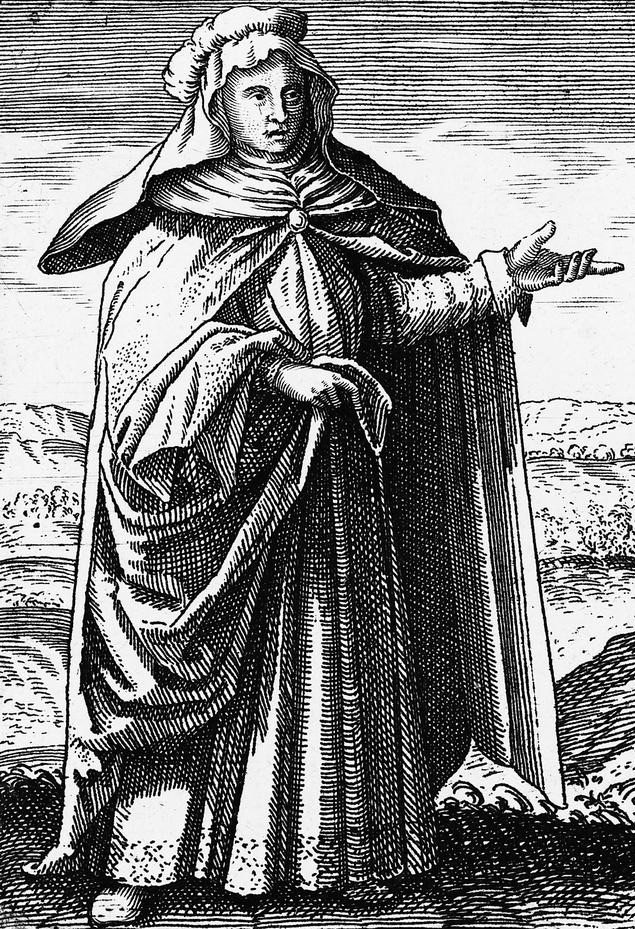
Maria la Jueva fou la creadora del conegut bany Maria, enginyera i considerada la creadora de la prequímica o alquímia

La participació de les dones en el camp de la medicina ha estat documentada per diverses civilitzacions primerenques. Una egípcia, Merit Ptah (2700 aC), descrita en una inscripció com "metgessa principal", és la primera dona mencionada en la història de la ciència. Agamede fou citada per Homer com a curandera en l'antiga Grècia abans de la Guerra de Troia. Agnòdice fou la primera metgessa a treballar com a tal al segle iv aC, a Atenes.
L'estudi de la filosofia natural en l'antiga Grècia es va obrir a les dones. Alguns exemples documentats hi inclouen Aglaonike, que va predir eclipsis; i Téano, una metgessa i matemàtica que fou pupil·la (i possiblement també esposa) de Pitàgores, i membre de l'escola fundada per Pitàgores a Crotone, on estudiaven moltes altres dones.
Ha estat documentada la contribució de diverses dones a la protociència de l'alquímia a Alexandria als voltants dels segles I i II dC, on la tradició gnòstica liderada per dones ha estat valorada. A la més coneguda Maria la Jueva, se li atribueix la invenció de diversos instruments químics, inclosa la tècnica del bany maria i un tipus d'alambí.
Hipàcia d'Alexandria (370-415 aC), filla de Teó d'Alexandria, que treballava i donava classes a la Biblioteca d'Alexandria, va escriure texts de geometria, àlgebra i astronomia, i se li atribueixen diversos invents com l'hidròmetre, un astrolabi i un instrument per a la destil·lació de l'aigua.

## Europa medieval

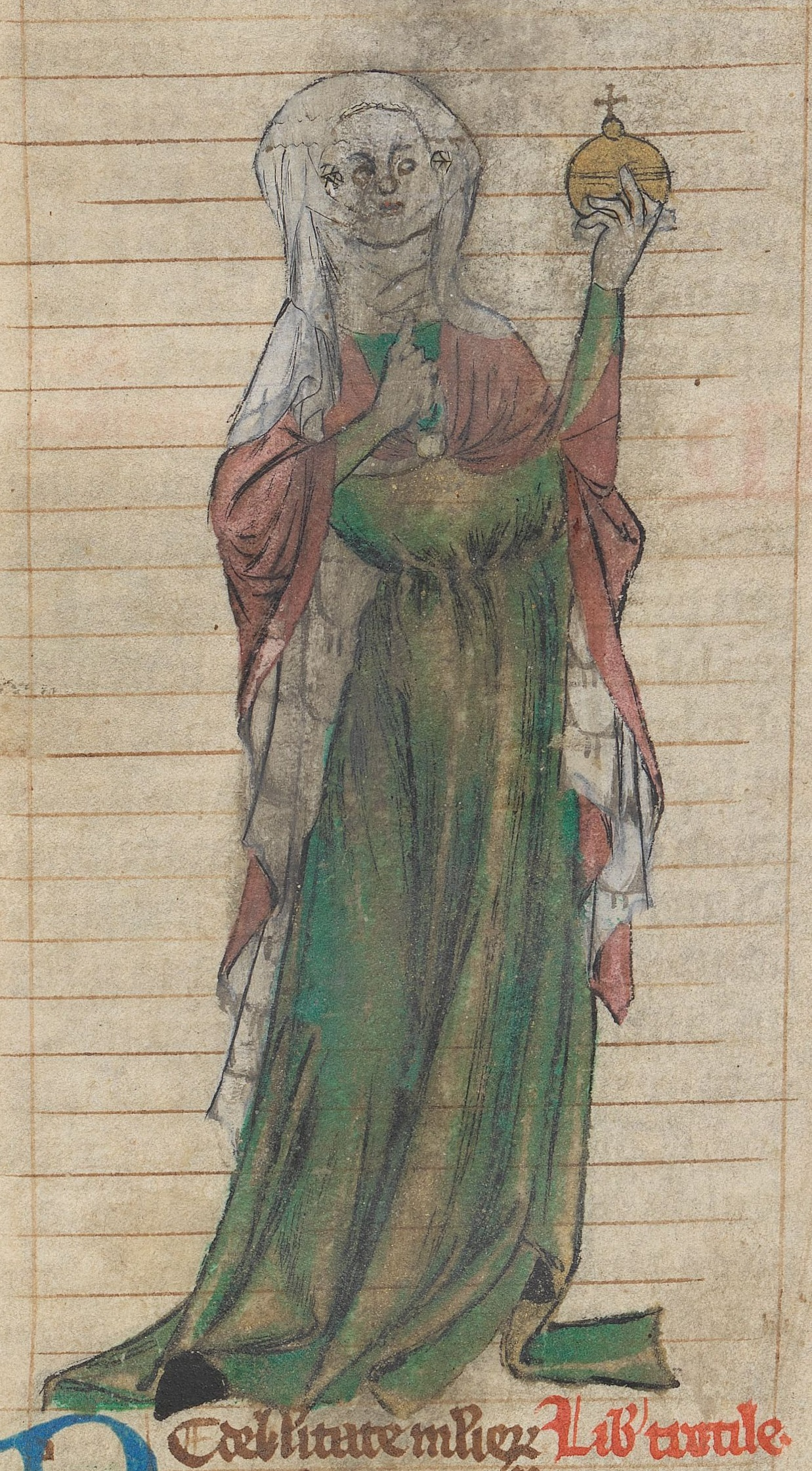
Trotula de Salern

L'educació universitària a Europa fou accessible per a algunes dones durant el període medieval. Es creu que, al segle xi, la metgessa italiana Trotula de Salern ocupà una càtedra a l'Escola Mèdica Salernitana, en què ensenyà a moltes dones nobles italianes, un grup referit a vegades com "les senyoretes de Salern". Diversos texts importants en medicina, sobretot en obstetrícia i ginecologia entre altres matèries, també han estat atribuïts a Trotula. La Universitat de Bolonya permetia a les dones assistir a classe des dels seus inicis, al 1088, i Dorotea Bucca hi va ocupar una càtedra durant el segle xv.
Els convents medievals eren un altre lloc per a l'educació de les dones, i alguns van donar oportunitats a les dones per contribuir en investigació acadèmica. Malgrat tot, la gran majoria de les dones eren excloses de les universitats. N'és un exemple l'abadessa alemanya Hildegard de Bingen, que va escriure sobre diverses matèries científiques, inclosa medicina, botànica i història natural (c. 1151-58).

## Revolució científica (seglesxviixvii)

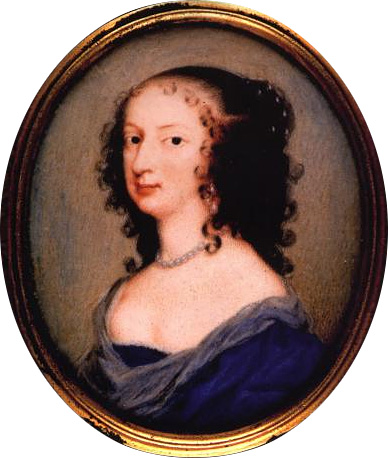
Margaret Cavendish

Malgrat l'èxit d'algunes dones, els biaixos culturals durant l'edat mitjana eren notables. Aquests van afectar l'educació i la participació de les dones en la ciència. Molts creien en la submissió de la dona com un valor positiu i natural, i molts d'aquests biaixos provenen de la filosofia cristiana. Sant Tomàs d'Aquino, referint-se a les dones, va escriure en la seva obra més important, Suma teològica, "aquesta és la submissió amb què la dona, per naturalesa, va ser posada sota el marit; perquè la mateixa naturalesa va donar a l'home més discerniment".
La Revolució científica dels segles xvi i xvii va veure una gran afluència de dones al camp de la ciència; amb tot, les dones foren excloses de les universitats. Així, per continuar amb els seus interessos científics, les dones es van veure obligades a obtenir els seus coneixements de manera informal. Els homes de la noblesa europea eren lliures de desenvolupar els seus interessos en la ciència com a afició, i les portes estaven obertes a les dones que podien prendre part en els treballs científics informals juntament amb els seus pares i germans. S'encoratjaven les habilitats en pintura de les dones nobles, i sovint els servien per a detallar i precisar les il·lustracions científiques.
Margaret Cavendish, una dona aristòcrata del segle xvii, duquessa de Newcastle, prengué part en alguns dels debats científics més importants del moment. Escrigué nombrosos treballs científics, incloent Observations upon Experimental Philosophy i Grounds of Natural Philosophy. Fou especialment crítica amb la creença que els humans, mitjançant la ciència, eren els amos de la natura.
Algunes dones que volien treballar en la ciència i vivien a Alemanya van arribar-hi amb diferents bagatges. Allà, la tradició de la participació femenina en la producció permetia a algunes dones endinsar-se en la ciència observacional, especialment en astronomia. Entre 1650 i 1710, les dones representaven, a Alemanya, el 14% del total de persones científiques en astronomia. Per exemple Maria Winkelmann, que era autodidacta i es va fer ensenyar amb professors particulars, treballà en un observatori i va descobrir un cometa, entre altres aportacions originals, però quan sol·licità un càrrec d'astrònoma assistent a l'Acadèmia de Berlín, per ser dona - i, per tant, sense titulació universitària - se li denegà el càrrec: membres de l'Acadèmia de Berlín van témer el "mal exemple" de contractar una dona.
Els problemes de Winkelmann amb l'acadèmia de Berlín reflecteixen els obstacles que les dones afrontaven per a ser acceptades en la pràctica científica, que era considerada com pertanyent principalment als homes. Cap dona fou convidada ni a la Royal Society d'Anglaterra ni a l'Acadèmia de les Ciències francesa fins al segle xx. Durant el segle xvii una vida dedicada a la producció de coneixement es considerava incompatible amb les feines domèstiques a les quals s'esperava que es dediquessin les dones.
En general, la Revolució científica va fer poc per canviar les idees existents sobre la naturalesa de la dona. Alguns científics van usar la nova ciència per a estendre la idea que la dona era per naturalesa inferior a l'home, i que estava subordinada a ell i a desenvolupar un rol domèstic com a mares cuidadores. La gran distribució de la producció escrita va assegurar la continuació d'aquestes idees.

## Segle XVIII

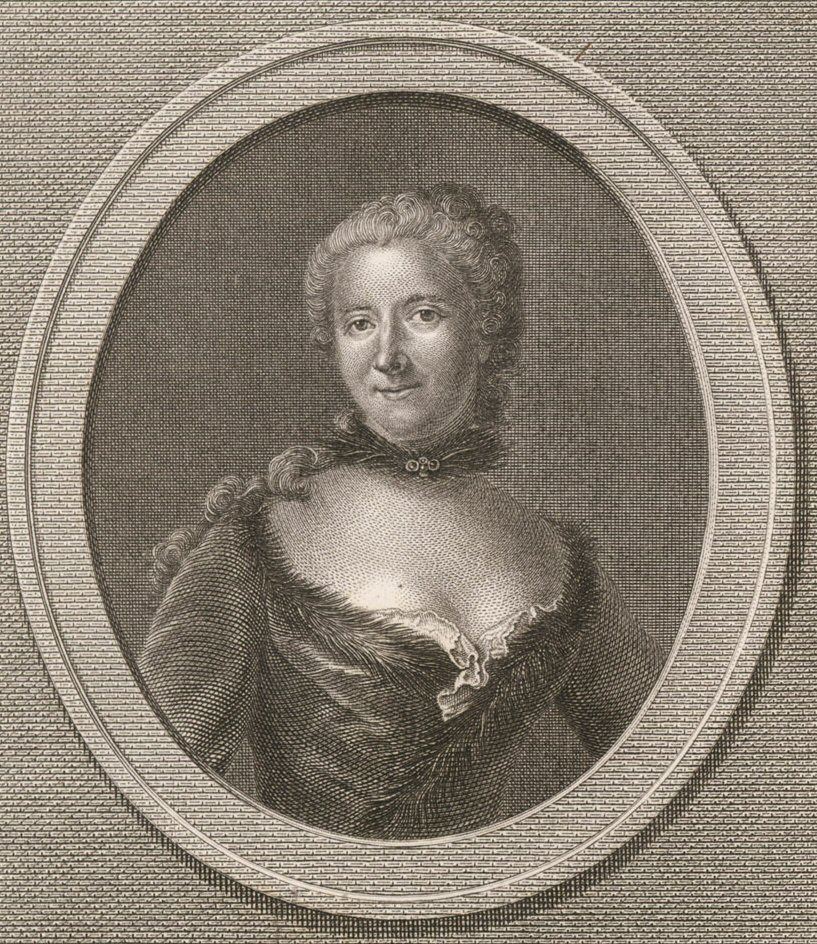
La física i matemàtica Émilie du Châtelet deduí la conservació de l'energia, un dels principis de física clàssica, i proposà la relació entre massa i energia que un segle i mig més tard donaria lloc a la física moderna

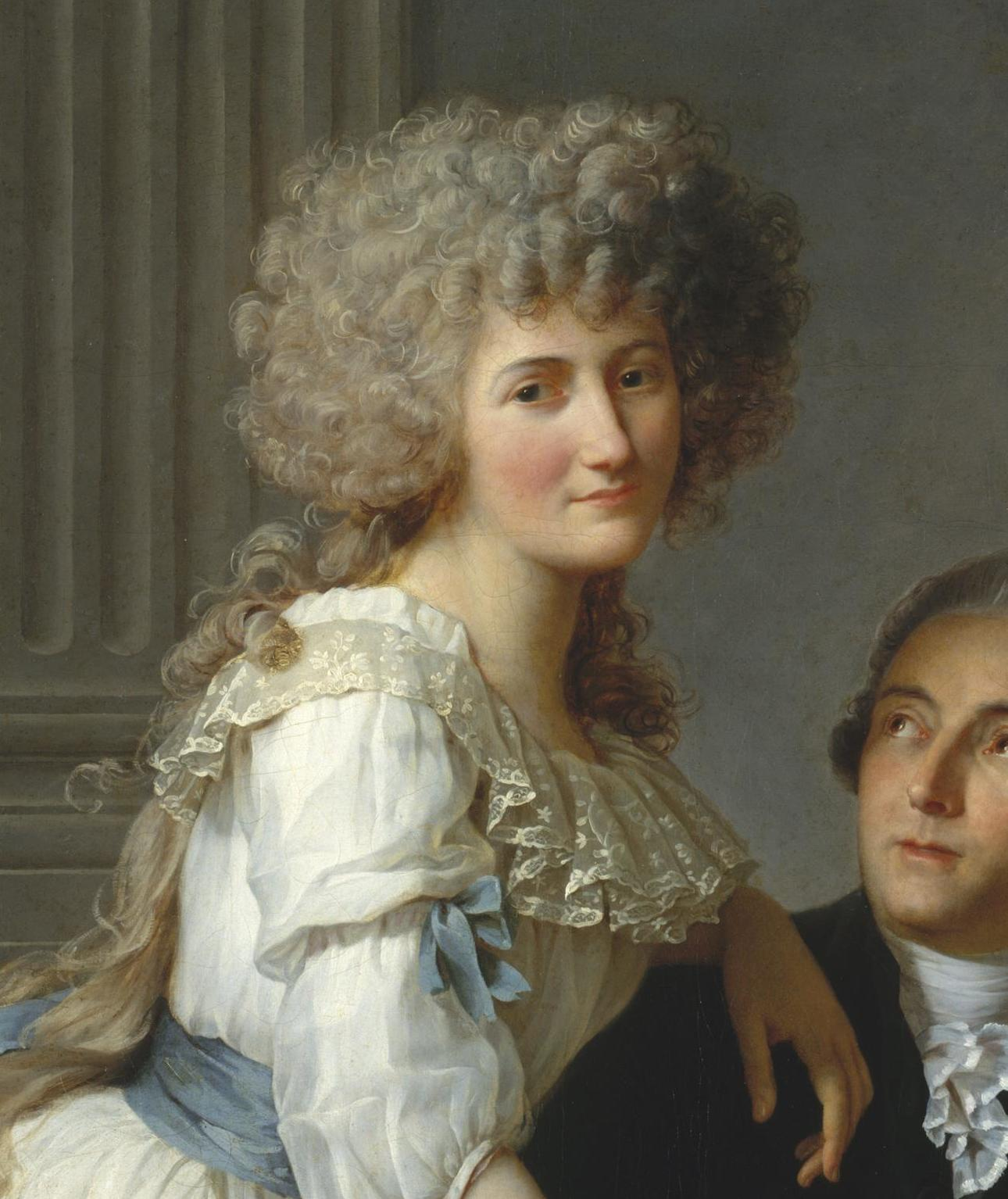
Marie-Anne Pierrette Paulze és considerada la mare de la química moderna

La Il·lustració va veure l'expansió del rol de les dones en la ciència. El sorgiment de la cultura de saló literari a França durant aquest temps portà els filòsofs i les seves converses sobre temes de política, societat i ciència contemporània, a les cases dels rics i poderosos. Aquests salons eren majoritàriament orquestrats per dones, ja que la casa era tradicionalment espai de la dona, i moltes dones reconegudes van emergir com a figures destacades pels seus dots d'amfitriones, que unien als il·lustrats intel·lectuals del moment, i per les seves pròpies contribucions intel·lectuals a la conversa.
Émilie du Châtelet, per exemple, deduí la conservació de l'energia i va predir el que avui en dia es coneix com a radiació infraroja i la naturalesa de la llum. També demostrà que l'energia cinètica d'un objecte en moviment és proporcional a la seva massa i el quadrat de la seva velocitat (E = mv²), i no directament proporcional com pensaven Isaac Newton, Voltaire i d'altres (relació que Einstein faria cèlebre 150 anys després).
Les dones van poder també dur a terme alguns estudis científics, que eren considerats pels homes com a aficions. Per exemple, la botànica era popular entre l'interès de les dones durant el segle xviii. Malgrat que les dones no eren considerades com prou intel·ligents per a contribuir en els discursos formals sobre classificació, van poder, donat el sistema taxonòmic, identificar i dibuixar plantes i flors per al seu esbarjo a la llar. El dibuix fou també una important habilitat que les dones van cultivar sobre manera a les seves cases i que sovint va ser posat al servei de la ciència, especialment per al dibuix de les noves espècies de plantes al retorn de viatges d'exploració a l'exterior. Maria Sibylla Merian fins i tot va ser botànica en un vaixell que realitzà un munt d'excursions al Nou món, dibuixant i catalogant noves espècies de flors. Tanmateix, un sistema de classificació de plantes basat en les seues característiques sexuals derivà l'atenció cap al llibertinatge botànic, i cap a finals del segle xviii les dones van deixar de ser motivades per a l'estudi de la botànica per por que poguessin emportar-se una educació moral equivocada de la natura com a exemple.
En el camp de les matemàtiques hi havia, per exemple, Maria Gaetana Agnesi, que va escriure un llibre sobre càlcul diferencial entusiasmada amb la idea que aquest treball podria ser utilitzat com a llibre de text pels seus germans petits. Instituzioni analitiche ad uso della gioventù italiana es publicà a Milà el 1748 i l'edità i sufragà la mateixa autora. L'estudi resultant se'n va convertir en molt més.
L'autora lady Mary Wortley Montagu, en retornar a Anglaterra de l'Imperi Otomà el 1717, va portar amb ella la pràctica de la inoculació com a profilaxi contra la malaltia de la verola.
A causa que molts dels experiments i converses sobre ciència tenien lloc en cases, les dones van poder gaudir d'un espai on dedicar-se a la ciència si aconseguien involucrar també algun membre masculí de la familia. Sovint, i en el pitjor cas, podien organitzar salons de converses i trobades, de les quals eren sempre elles les anfitriones, coordinadores i promotores. Un cas n'és el de Marie-Anne Pierrette Paulze, casada amb un químic, que esdevingué la mare de la química. A més de les seves aportacions científiques originals, va tenir un important rol en la ciència de l'època: feu traduccions de textos científics per als que no parlaven llengües, mantenia un actiu saló per intercanviar punts de vista i aprendre uns dels altres presencialment i també ho feia per correspondència amb científics i naturalistes francesos de l'època.
L'astrònoma Caroline Herschel va rebre un petit sou de la corona pel seu treball, un exemple primerenc d'una dona reconeguda i pagada com a científica. Va descobrir vuit cometes entre 1786 i 1797, i presentà el treball Index to Flamsteed's Observations of the Fixed Stars (que incloïa més de cinc-centes estrelles desconegudes fins llavors) en la Royal Society el 1798. El 1835, ella i Mary Fairfax Somerville van ser les dues primeres dones elegides per la Royal Astronomical Society.
A la segona meitat del segle xviii, un exemple de dona "científica" en una família no científica fou Laura Bassi, que pertanyia a una família adinerada, cosa que li va permetre pagar-se professors universitaris particulars. A l'edat de 20 anys, va obtenir el lloc de professora a la Universitat de Bolonya, on impartí classes de manera oficial. El seu doctorat li va ser concedit en una fastuosa cerimònia pública en la qual Laura portava una capa d'ermini, una corona d'argent i joies encastades en un anell, honors que fins al moment estaven reservats als homes. Tot i aquesta veneració pública i el seu nomenament per a una càtedra de filosofia dos anys després, es considerava que era indecorós que ensenyés en una classe plena d'homes. Només se li permetia exercir com a professora universitària sota el mandat del Senat de Bolonya o donar conferències en esdeveniments solemnes o públics, on les dones eren convidades.

## Inicis delseglexix

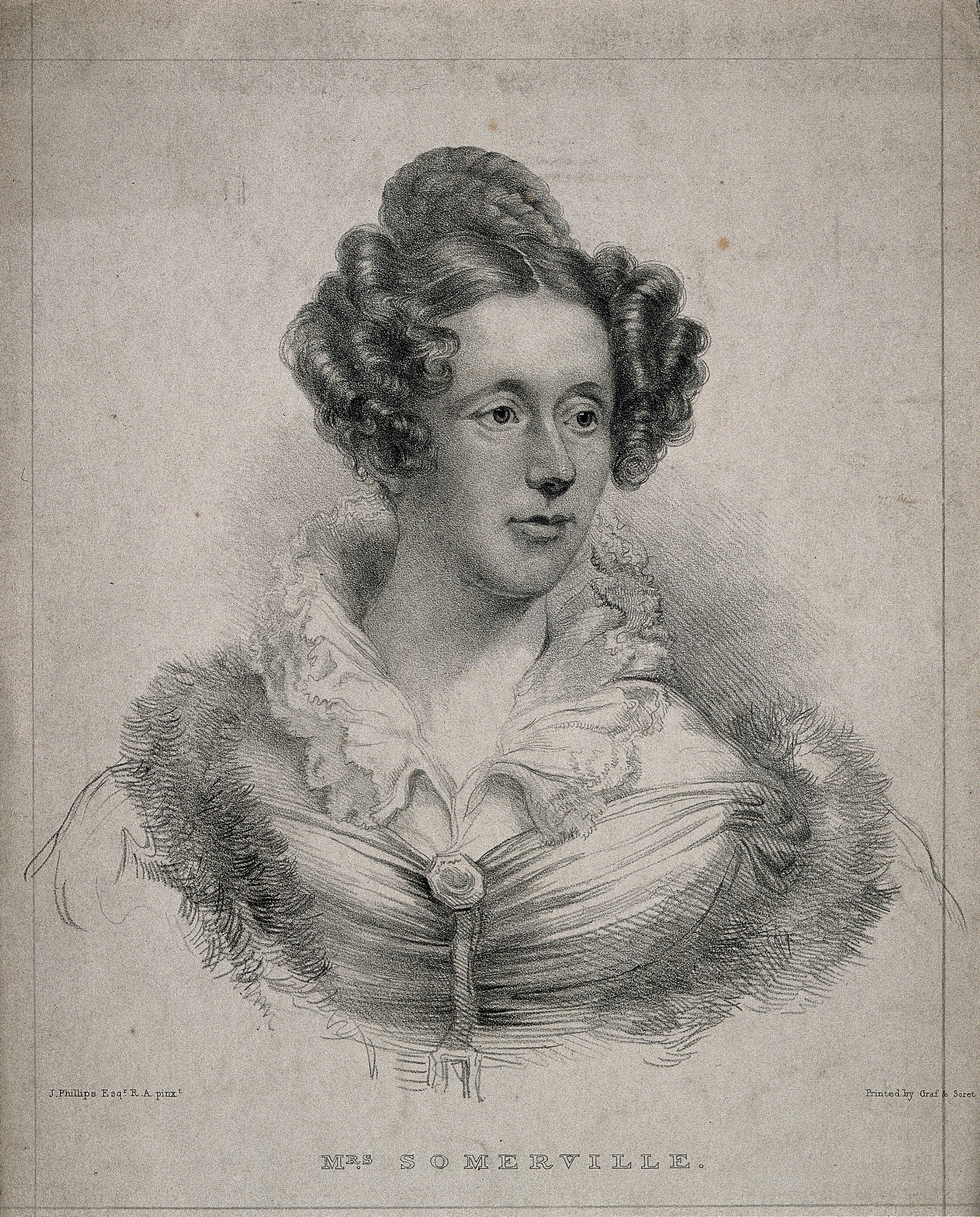
La física i matemàtica Mary Fairfax Somerville destacà per les seves aportacions a l'estudi del magnetisme, que compaginà amb l'activisme protofeminista

La ciència continuava considerant-se una activitat d'oci i no una professió per a les dones, tot i que fossin molt més qualificades i professionals que ells, durant la primera part del segle xix. Tanmateix, van començar a ser reconegudes a causa de la seva admissió en les societats doctes durant aquest període.
La científica escocesa Mary Fairfax Somerville va dur a terme experiments en magnetisme. Presentà un article titulat "The Magnetic Properties of the Violet Rays of the Solar Spectrum" a la Royal Society el 1826, i va ser autora de nombrosos texts matemàtics, astronòmics, físics i geogràfics. Fou una fervent defensora del dret de la dona a l'educació. El 1835, juntament amb Caroline Herschel, van ser les dues primeres dones elegides per la Royal Astronomical Society.
La matemàtica i enginyera Ada Lovelace va exercir de cap de projecte sobre aplicacions per a una màquina analítica i fou la primera programadora. També va preveure àmplies aplicacions per al seu ús com a computadora d'ús general, incloent-hi la composició de música.
Les tasques de cures eren encomanades a dones i va començar a no estar tant mal vist que poguessin no ser metgesses però si ajudants o fer les tasques més de cures, mecàniques o brutes. A Alemanya, s'establí una institució per a la formació professional de dones en infermeria: l'Institut de Diaconesses de Kaiserswerth, el 1836. La Guerra de Crimea (1854-1856) contribuí a estabilitzar la infermeria com a professió: va fer de Florence Nightingale un nom reconegut. Una subscripció pública va permetre a Nightingale establir una escola d'Infermeria a Londres el 1860, i altres escoles seguint els seus principis s'establiren al llarg del Regne Unit. Nightingale va ser també pionera en temes de salut pública i estadística.
La primera dona a obtenir un títol de grau va ser Catherine Brewer Benson el 1840.
Altres dones científiques notables durant aquest període inclouen:
- als Estats Units, Maria Mitchell (astrònoma);
- a Gran Bretanya, Mary Anning (paleontòloga), Anna Atkins (botànica), Janet Taylor (astrònoma);
- a França, Marie-Sophie Germain (matemàtica), Jeanne Villepreux-Power (biòloga marina).

## Finals del

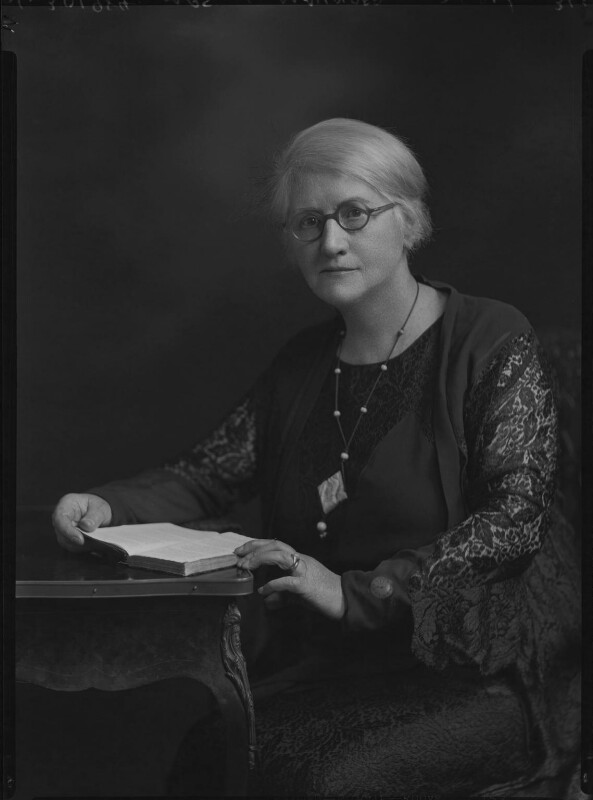
Annie Scott Dill Maunder

## Finals delseglexix

### Europa
L'última part del segle xix va veure un creixement en les oportunitats d'educació per a les dones. L'interès de proveir les noies en una educació similar a la dels nois s'instituí al Regne Unit, incloses les escoles del North London Collegiate School (1850), el Cheltenham Ladies' College (1853) i el Girls' Public Day School Trust (des del 1872). La primera universitat britànica per a dones, el Girton College, Cambridge, es fundà el 1869 i fou seguida per d'altres: el Newnham College (1871) i el Somerville College, Oxford (1879).
Elisabeth Garret Anderson fou la primera dona anglesa a obtenir un títol mèdic el 1865. Juntament amb Sophia Jex-Blake, l'estatunidenca Elisabeth Blackwell i altres dones, Garret Anderson funda la primera escola mèdica anglesa per a intruir dones, la London School of Medicine for Women, el 1874. Per la seva banda, la colombiana Ana Galvis Hotz va ser la primera dona llatinoamericana a obtenir un títol mèdic el 1877 a la Universitat de Berna de Suïssa.
Annie Scott Dill Maunder fou una pionera en la fotografia astronòmica. Graduada en matemàtiques pel Girton College, treballà en l'observació de taques solars i en la millora de les tècniques de la fotografia solar. Va dissenyar una petita càmera portàtil amb objectiu de gran angular amb lents de 1,5 polzades de diàmetre. El 1898, viatja a l'Índia, on pren les primeres fotografies de la corona del sol durant un eclipsi solar. Gràcies a l'anàlisi dels arxius de Cambridge en taques solars i tempestes magnètiques, va poder mostrar que regions específiques de la superfície del sol eren la font de tempestes magnètiques i que el sol no irradiava la energia de manera uniforme en l'espai, com lord Kelvin havia declarat.
Altres científiques notables d'aquest període inclouen:
- a Gran Bretanya, Hertha Marks Ayrton (matemàtica i enginyera), Margaret Huggins (astrònoma), Beatrix Potter (micologista);
- a França, Dorothea Klumpke-Roberts (astrònoma nascuda als Estats Units);
- a Alemanya, Amalie Dietrich (naturalista), Agnes Pockels (física), Elsa Neumann, la primera dona del món a rebre un títol de doctorat;
- a Rússia, Sófia Kovalévskaia (matemàtica).

### Estats Units
A finals del segle xix el sorgiment dels col·legis de dones porta oportunitats de treball per a les dones científiques i oportunitats per a la seva educació. Els col·legis de dones van donar lloc a un desproporcionat nombre de dones que van realitzar un doctorat en ciències. Molts col·legis i universitats van començar a admetre dones durant aquest període; el 1875 les institucions que incloïen dones eren una mica més de 3.000, mentre que el 1900 se'n comptava un mínim de 20.000.
N'és un exemple Elizabeth Blackwell, que fou la primera dona a obtenir el títol de doctorat als Estats Units, al Geneva Medical College, a Geneva (Nova York), el 1849).
Juntament amb la seva germana Emily Blackwell i Marie Zakrzewska, Blackwell fundaria una escola d'Infermeria per a dones a Nova York el 1857, així com el primer col·legi mèdic per a dones el 1868, i hi aportà tant pràctiques com experiència clínica per les dones metgesses. També va publicar nombrosos llibres d'educació mèdica per a dones.

## De 1900 a la Segona Guerra mundial

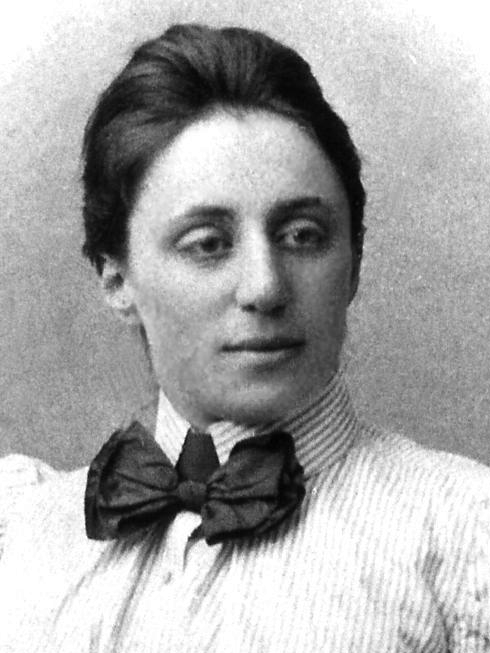
Emmy Noehter

### Europa
Marie Curie, la primera dona a guanyar un Premi Nobel el 1903 (en física), també guanya un segon Nobel el 1911 (en química), ambdós pel seu treball en radioactivitat.
Lise Meitner va descobrir el protoactini el 1918.
El programa d'Erlangen tractava d'identificar invariants sota un grup de transformacions. El 16 de juliol de 1918, Felix Klein presenta un article davant d'una organització científica a Göttingen originàriament escrit per Emmy Noehter, que no estava autoritzada a presentar ella mateixa el seu article davant l'organització. Concretament, d'acord amb el que en física es coneix com el teorema de Noether, l'article identificava les condicions sota les quals el grup de Poincaré defineix lleis de conservació per a la relativitat general. L'article de Noether fou la clau per a precisar les lleis de conservació.
Inge Lehmann, sismòloga danesa, va ser la primera persona a suggerir que el nucli de la Terra havia de ser sòlid (1936).
Dones com Margaret Fountaine van continuar contribuint en observacions i il·lustracions en el camp de la botànica, així com en altres camps relacionats.

### Estats Units

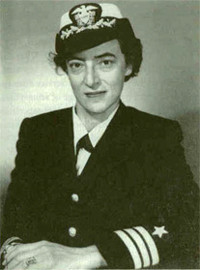
La química i enginyera Florence van Straten

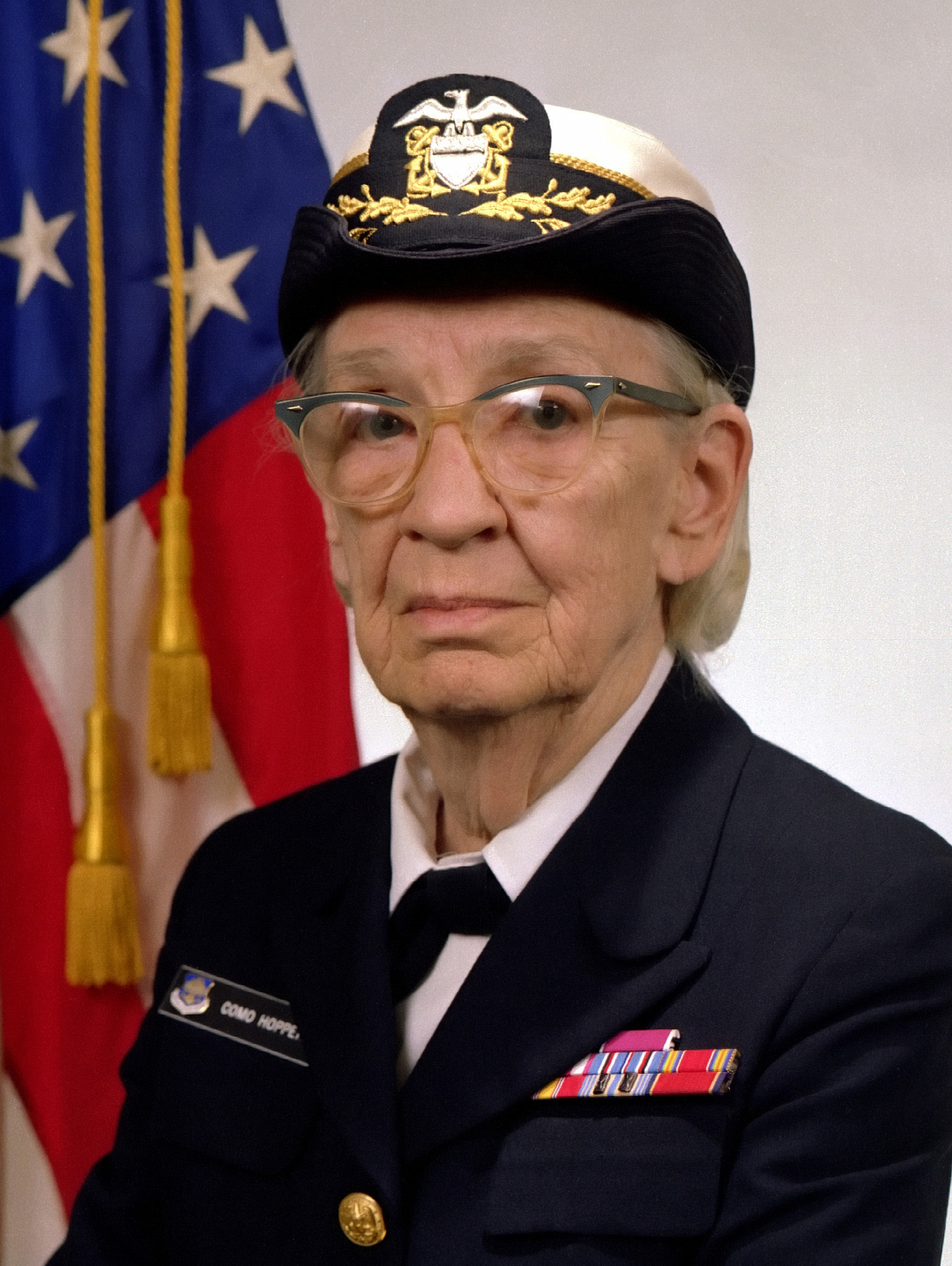
Grace Hopper és una eminència en programació d'ordinadors i ciència computacional

Als Estats Units, el període de les grans guerres va afavorir que les dones es dediquessin a la ciència i la tecnologia, sempre que fos en l'àmbit militar. En acabar la Segona Guerra mundial, van estar obligades a tornar a casa i deixar les seves carreres professionals.
Unes poques altres, sempre dintre del context de treball únicament durant les guerres, van poder estudiar humanitats per dedicar-se a les cures fora de casa. Així, en psicologia, les dones van obtenir doctorats, però van ser encoratjades a especialitzar-se en psicologia infantil i de l'educació i a agafar treballs en àrees de la cura, com treballs en hospitals i en assistència social.
Respecte a les dones de ciència, l'Office of Scientific Research and Development s'inicià el 1941 amb l'objectiu de portar un registre dels homes i dones diplomats en ciència. Moltes dones van treballar en el projecte Manhattan o en projectes científics per als serveis militars estatunidencs. Algunes dones que treballaren en el projecte Manhattan són Leona Woods Marshall, Katharine Way i Chien-Shiung Wu.
Algunes dones d'altres disciplines van buscar formes d'aplicar la seva experiència a l'esforç de la guerra. Tres nutricionistes, Lydia J. Roberts, Hazel Stiebeling i Helen S. Mitchell, van desenvolupar el consum de referència alimentari el 1941 per ajudar grups de militars i civils a crear plans d'alimentació. Es va provar la seva necessitat quan el menjar començà a ser racionat.
Rachel Carson va treballar per al Servei de Pesca i Vida Silvestre dels Estats Units. El 1962 va escriure el llibre Primavera silenciosa, que advertia dels efectes perjudicials dels pesticides en el medi ambient i culpava la indústria química de la creixent contaminació. El llibre va tenir una enorme influència, proporcionà unitat i força al que fins llavors era una consciència incipient i dispersa, i ajudà a fer que cristal·litzés el moviment ecologista.
A la Marina dels Estats Units, algunes dones científiques van dur a terme multitud d'investigacions. Mary Sears, estudiosa del plàncton, investigà tècniques oceanogràfiques militars com a cap de l'Oficina Hidrogràfica de la Unitat d'Oceanografia. Florence Van Straten, química, estudià els efectes del clima durant el combat militar. Grace Hopper, matemàtica, fou pionera en el món de la informàtica. Va ser la primera programadora que utilitzà el Harvard Mark I i, entre les dècades dels 50 i 60, va propiciar l'aplicació dels compiladors per al desenvolupament dels llenguatges de programació i mètodes de validació.
El 1925, Cecilia Payne-Gaposchkin fou la primera persona a aconseguir un doctorat en l'àrea d'astronomia de la Universitat Harvard amb una tesi que establia que les estrelles es componien bàsicament d'hidrogen i heli, una de les teories fonamentals en l'astrofísica de les estrelles.

## De la Segona Guerra mundial al present

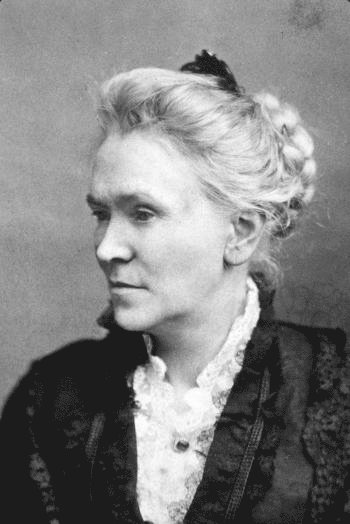
Avui dia encara cal denunciar l'efecte Matilda en tot el món, que s'afegeix al sostre de vidre general envers les dones en la societat occidental actual

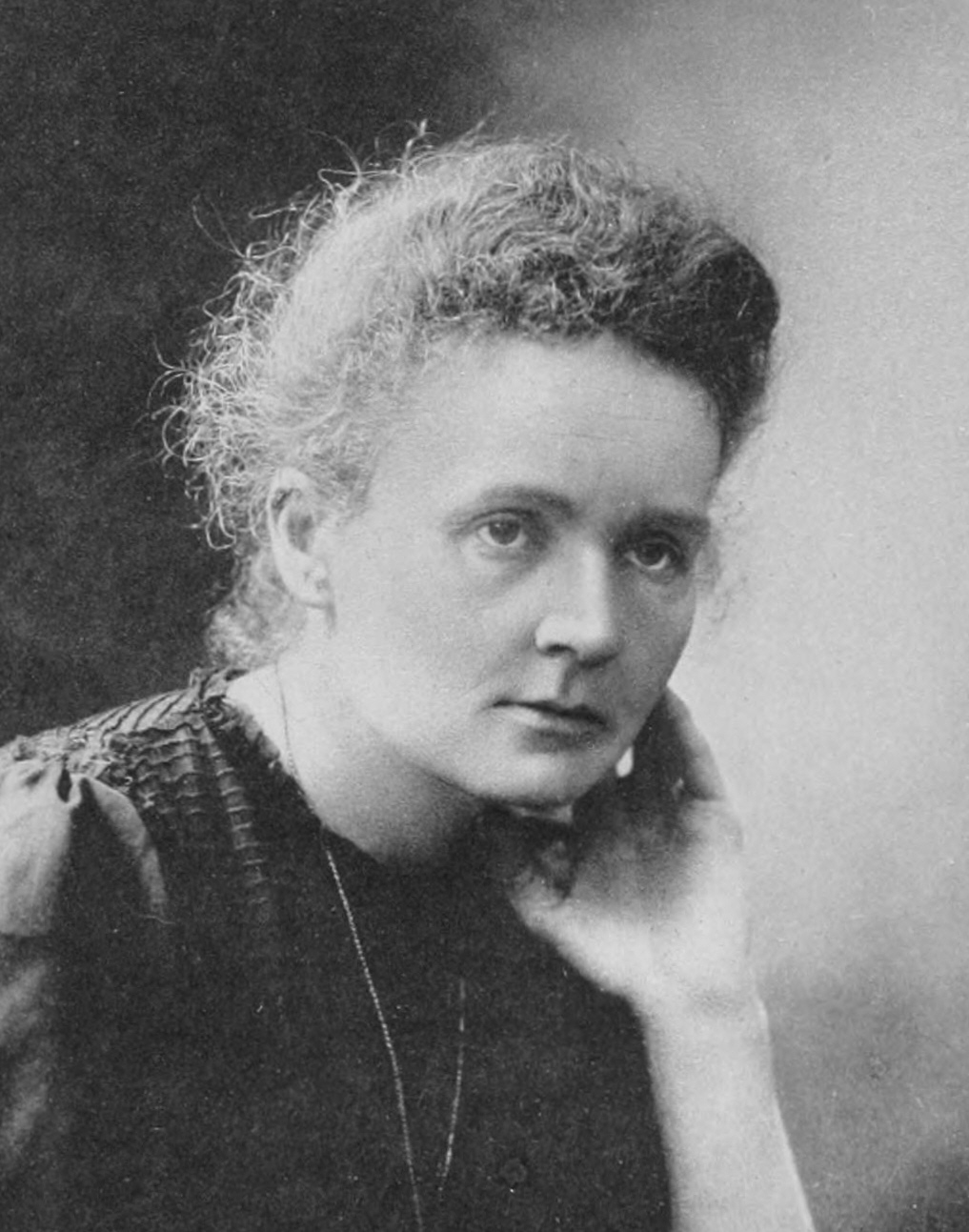
Les noies i dones demanen que no s'esperi d'elles ser excepcionals per a dedicar-se a la ciència; poder ser-ho sent normals, igual que els homes. Es lluita per la valorització i visibilitzaió de les dones com a col·lectiu i com a ens individuals que poden ser anònimes o viure al costat de casa. Cal visibilitzar les dones científiques sempre, a totes

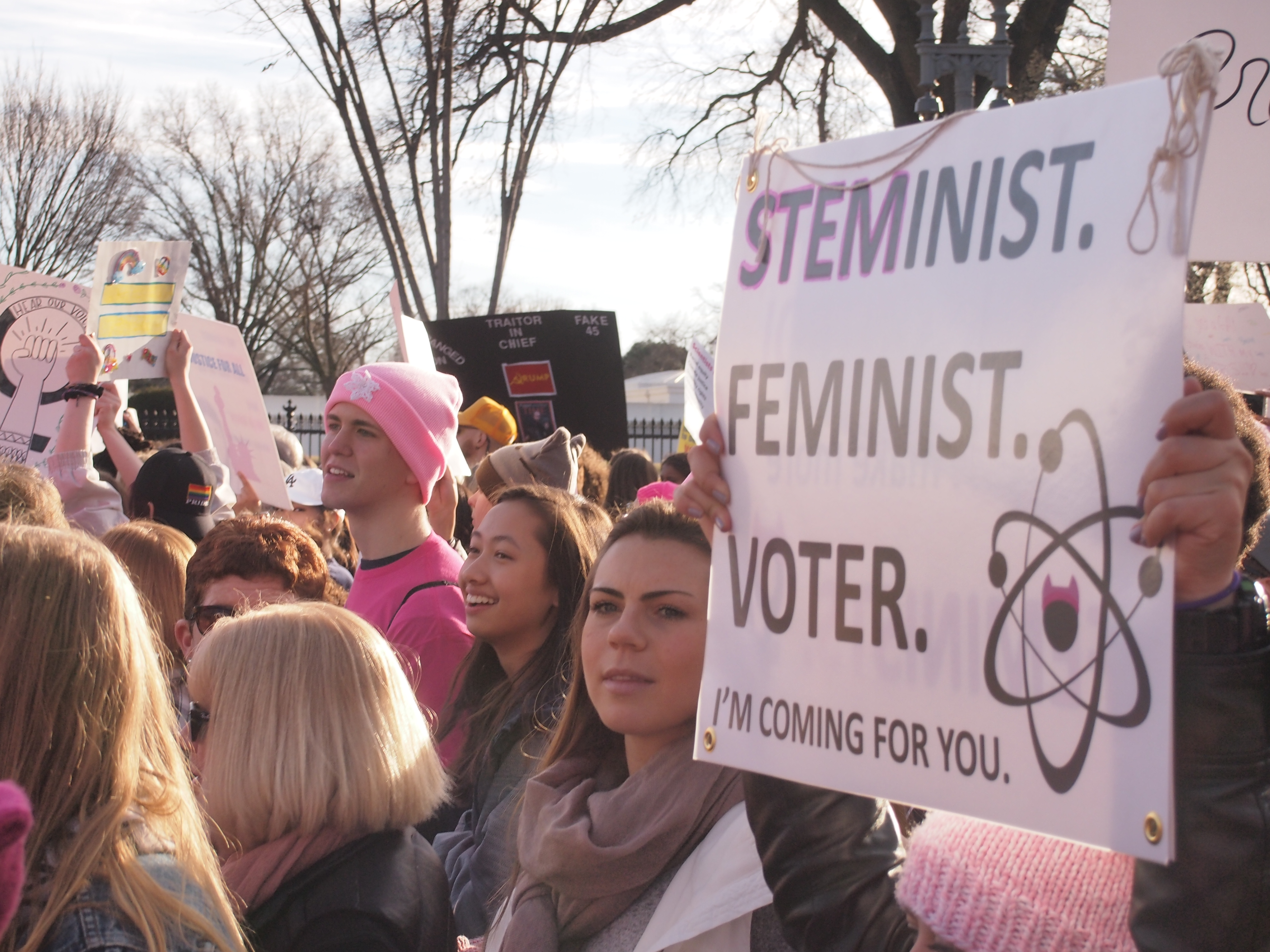
Dones científiques al

Nina Byers s'adona que abans de 1976 les contribucions fonamentals de dones a la física eren rarament conegudes. Les dones treballaven sense remuneració o ocupant llocs de treball que no reconeixien el seu nivell de coneixements.
Irène Joliot-Curie també destaca en química en sintetitzar elements radioactius i guanya, igual que la seva mare Marie, el Premi Nobel de química.

### Europa
Rosalind Franklin era experta en cristal·lografia i va contribuir a detallar les estructures precises del carbó, el grafit, l'ADN i els virus. El 1953 el treball que realitzà amb l'ADN va permetre a Watson i Crick concebre el seu model d'estructura d'ADN. Rosalind Franklin no va poder compartir el premi Nobel amb Crick, Watson i Wilkins a causa de la seva mort prematura.
El juliol de 1967, Jocelyn Bell Burnell va descobrir la primera radiació púlsar per la qual el 1974 li va ser concedit el Premi Nobel en física al seu supervisor, Anthony Hewish.

### Estats Units
Els estudis de Barbara McClintock sobre la genètica del blat de moro van demostrar el fenomen de la transposició genètica durant els anys quaranta i cinquanta. El 1983, li va ser adjudicat el premi Nobel en fisiologia o medicina com a resultat d'aquests treballs.
Margaret W. Rossiter creà el terme efecte Matilda per descriure un dels fenòmens de la discriminació de la dona en l'aspecte de les investigacions. Similarment, la UNESCO el 1996 va descriure l'efecte tub perforat en un informe. Altre terme n'és el sostre de vidre, una analogia amb un sostre invisible que no permet créixer en l'àmbit laboral a la dona.
Sulamith Low Goldhaber i el seu marit Gerson Goldhaber van formar un equip d'investigació sobre el kaó o mesó K i altres partícules físiques en els cinquanta.
L'equip de Deborah S. Jin en el Joint Institute for Laboratory Astrophysics, a Boulder (Colorado), va produir el 2003 el primer condensat fermiònic, un nou estat d'agregació de la matèria.
Linda B. Buck és una neurobiòloga que el 2004 va ser guardonada amb el premi Nobel en fisiologia o medicina juntament amb Richard Axel pel seu treball comú en receptors olfactius.

## Tendències regionals
Segons l'últim informe global sobre ciència de la UNESCO, la inserció femenina presenta àmplies disparitats d'una regió a l'altra. Al sud-est d'Europa, per exemple, les investigadores han obtingut la paritat i, amb un 44%, estan a punt de fer-ho a l'Àsia central, Amèrica Llatina i el Carib. A la Unió Europea, d'altra banda, només un de cada tres investigadors (33%) és dona, en comparació amb el 37% al món àrab. Les dones també estan més ben representades a l'Àfrica subsahariana (30%) que al sud d'Àsia (17%).
També n'hi ha grans disparitats intraregionals. Les dones representen el 52% dels investigadors a les Filipines i Tailàndia, per exemple, i estan prop de la paritat a Malàisia i Vietnam; no obstant això, només un de cada tres investigadors és una dona a Indonèsia i Singapur. Al Japó i la República de Corea, dos països caracteritzats per altes densitats d'investigadors i sofisticació tecnològica, tan sols el 15% i el 18% dels investigadors són dones, respectivament. Aquests són els índexs més baixos entre els membres de l'Organització per a la Cooperació i el Desenvolupament Econòmics. La República de Corea també té la major bretxa entre els membres de l'OCDE quant a la remuneració entre homes i dones investigadors (39%). També hi ha una enorme bretxa al Japó (29%).

## Filmografia
- Volcano Watchers (1987). Director: David Heeley. Fitxa a IMDB.
- Beautiful Minds (2010-). Directora: Jacqui Farnham. Fitxa a IMDB.
- The Genius of Marie Curie - The Woman Who Lit up the World (2013). Director: Gideon Bradshaw. Fitxa a IMDB.
- Valentina Tereshkova: Seagull in Space (2013). Documental de la RT. Accessible en xarxa.
- Mission Blue (2014). Dirigit per: Robert Nixon, Fisher Stevens. Fitxa a IMDB.
- Signals: The Queen of Code (2015). Directora: Gillian Jacobs. Fitxa en xarxa.
- "From Vassar to the Discovery of the Higgs Particle". Discurs de Sau Lan Wu (2015), versió extensa transcrita, accessible en xarxa.